# Juan Diego Cuauhtlatoatzin
Juan Diego Cuauhtlatoatzin, conhecido como San Juan Diego (Cuautitlán, 9 de dezembro de 1474 — Cidade do México, 30 de maio de 1548), era um índio pobre que pertencia à baixa casta do Império Asteca, quase pertencente a condição de escravo, e se dedicava a um árduo trabalho no campo e a fabricar esteiras. Ele tinha um pedaço de terra onde ficava uma pequena casa na qual vivia sem filhos e com a esposa.  
Ele e sua esposa foram batizados e receberam o nome cristão de João Diego e Maria Lúcia, em 1524, atraídos pela doutrina dos padres franciscanos que chegaram no México.  Juan era muito dedicado e religioso, caminhava descalço e vestindo uma roupa de tecido grosso como todos de sua classe 14 milhas da sua vila até a Cidade do México, para aprender a Palavra de Cristo. Em 1529 ele se mudou para a casa de seu tio, após sua esposa falecer, diminuindo o percurso para 9 milhas. Fazia o mesmo percurso todo sábado e domingo, saindo sempre cedo, antes de amanhecer, até que em 9 de dezembro de 1531, entre a vila  e a montanha, aconteceu a primeira aparição de Nossa Senhora de Guadalupe, em que ela o chama e o encarrega de pedir ao bispo para construir uma igreja no lugar da aparição. O bispo não se convenceu, e ela pediu para que Juan Diego insistisse. No domingo, um dia depois, ele foi falar com o bispo novamente, que pediu provas concretas sobre a aparição. Dia 12 de dezembro a Virgem apareceu novamente e pediu para que ele colhesse flores para ela no alto da colina de Tepeyac. Ele as colheu, colocou no manto e levou para Nossa Senhora, e então ela pediu que as levasse como prova pro bispo. Quando ele estava de frente pro bispo, ele abriu a túnica e as flores caíram e no tecido apareceu a imagem de Nossa Senhora de Guadalupe. 
Após o milagre de Guadalupe, ele se dedicou a propagar as aparições e recebeu permissão do bispo para receber a comunhão 3 vezes na semana. Juan Diego faleceu dia 30 de maio de 1548 de morte natural. Foi beatificado em 1990, e canonizado em 2002 pelo Papa João Paulo II, tornando-se o primeiro santo católico indígena americano.
Foi vivido pelo ator José Carlos Ruiz na telenovela El milagro de vivir, produzida por Ernesto Alonso para a Televisa no ano de 1975.